# Jan Kalf (monumentenzorg)
Jan Kalf (Amsterdam, 10 mei 1873 - Den Haag, 6 maart 1954) was van 1918-1939 directeur van het Rijksbureau voor de Monumentenzorg.

## Levensloop
Jan Kalf was de zoon van Martinus Kalf, redacteur van het Algemeen Handelsblad. Zijn moeder was Jacoba Marceline Sophia Gijswijt, hij had een broer en een zuster. In 1898 huwde hij met Magthilda Geertruida Goedkoop. Hij doorliep het gymnasium in Amsterdam en studeerde daar Nederlandse letteren en kunstgeschiedenis en schreef veel artikelen voor De Kroniek, onder meer kritische toneelrecensies.
In 1903 werd de Rijkscommissie voor de inventarisatie van Nederlandse Monumenten opgericht, architect Cuypers was voorzitter, Kalf secretaris. De commissie moest een inventaris en beschrijving maken van de monumenten in Nederland. Kalf ontwierp een standaard voor het beschrijven van monumenten die lang in gebruik bleef.
Het werk van de commissie leidde ertoe dat de Rijksbureau voor de Monumentenzorg werd opgericht, waarvan hij de eerste twintig jaar directeur was. Hij pleitte voor een wet die afbraak en veranderingen van monumenten zou verbieden, maar dat kwam niet van de grond. Wel werden 350 monumenten in zijn periode gerestaureerd. In 1912 ontving hij een eredoctoraat in de letteren aan de Universiteit van Utrecht. Ook werd hij in 1927 lid van de Koninklijke Nederlandse Akademie van Wetenschappen.
Kalf had voor de oorlog een visie die niet door iedereen gedeeld wordt: als er elementen in een monument vervangen moeten worden, dan in een herkenbare eigentijdse vormgeving. Later ging hij meer de ambachtelijke restauraties waarderen.
Kalf was zich bewust van het dreigende oorlogsgevaar en was bezorgd om de monumenten. Door zijn toedoen werden bomvrije rijksbergplaatsen in de duinen gebouwd. In 1939 werd hij rijksinspecteur voor de kunstbescherming en bleef als secretaris bij het Rijksbureau betrokken. Hij werd verantwoordelijk voor het beveiligen van monumenten en kunstcollecties.
Na 1945 was er een Voorlopige Monumentenraad, waar Kalf bij betrokken was. Deze Voorlopige Raad bracht advies uit over een toekomstige monumentenwet, die pas in 1961 tot stand kwam, na Kalfs overlijden.

## Bibliografie (selectie)

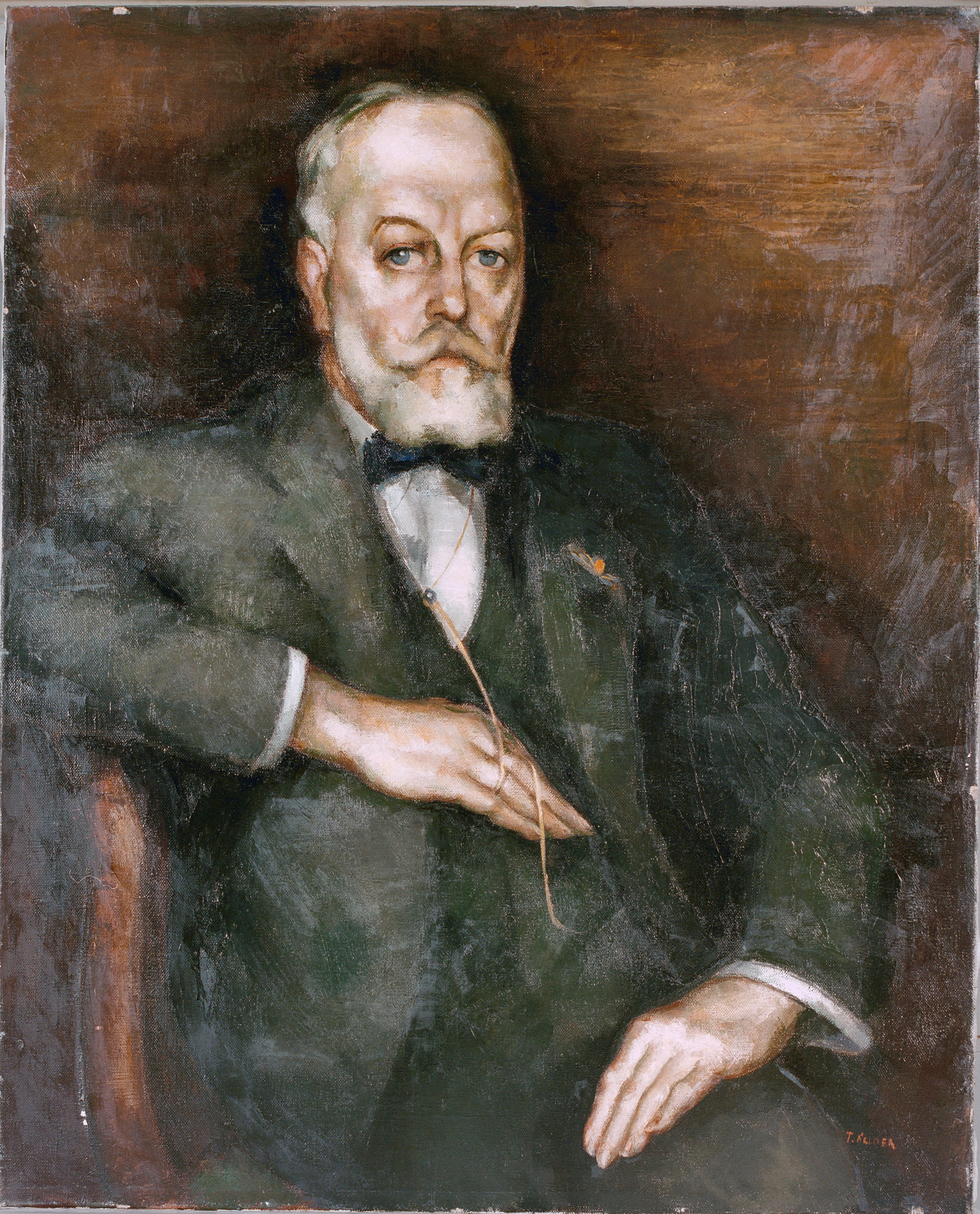
Jan Kalf (1939)